# اردک‌ماهی باله‌دراز
اردک‌ماهی باله‌دراز (نام علمی: Dinolestes lewini) نام یک گونه از زیرراسته سوف‌ماهی‌شکلیان است.